# Tectiphiala ferox
Tectiphiala ferox, hoặc Palmiste Bouglé, là một loài thực vật có hoa thuộc họ Arecaceae. Chúng là loài đặc hữu của Mauritius và hiện đang bị đe dọa vì mất môi trường sống.